# Tauka
Tauka est un village autrichien situé à la frontière entre l'Autriche et la Slovénie, rattaché à la commune de Minihof-Liebau.

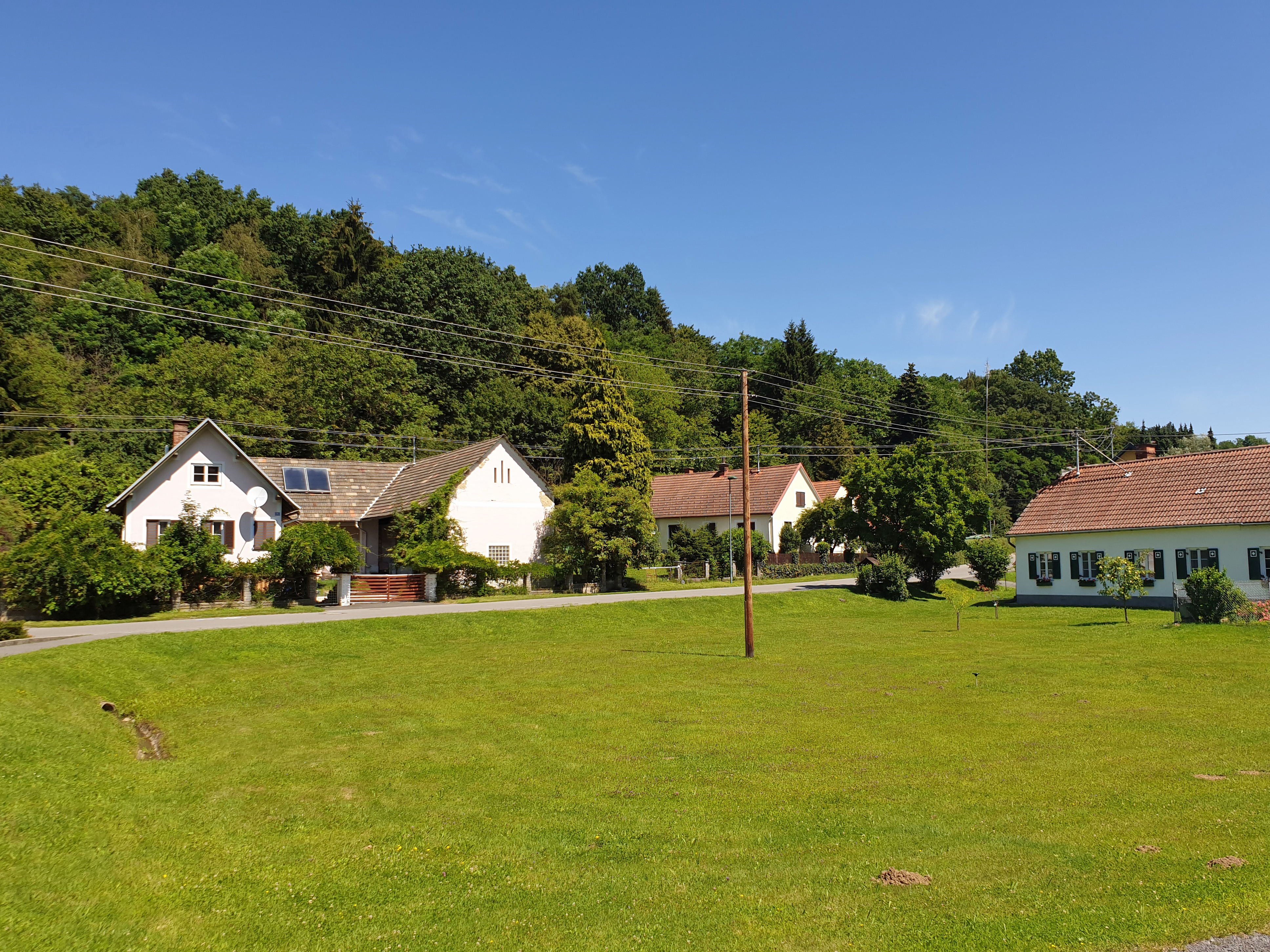
Tauka

Sa population était de 293 habitants en 2020.